# Podmaniczky István
Podmaniczky István (1480 előtt – 1530. június 3. vagy október 10. előtt) nyitrai püspök.

## Élete
Családja a felvidéki Podmanin után kapta a nevét. Édesapja Podmaniczky László várkapitány volt. Rajta kívül két fiú- és három leánytestvére volt a családban és az akkori szokásoknak megfelelően mint fiatalabb testvér, a papi pályát választotta.
1510-től csanádi prépost, majd 1512. február 6-ától Nyitra püspöke, mely tisztséget haláláig ellátta, bár pappá csak 1513. február 2-án szentelték és püspöki székét csak négy nappal később vehette át.
1525-től közreműködött a politikai életben, s a pesti országgyűlések egyik résztvevője volt. Harcolt a mohácsi csatában, amelyből megmenekült, s még az év novemberében részt vett a királyválasztó országgyűlésen Székesfehérvárott. Mivel az esztergomi érsek és több főpap a mohácsi mezőn lelte a halálát mint rangidős püspök, ő tette november 11-én Szapolyai János fejére a Szent Koronát.
Utóbb mégis I. Ferdinándhoz szegődött, és 1527 októberében őt fogadta el Budán királyának, majd november 3-án megkoronázta, egy nappal később pedig a felesége Jagelló Anna fejére tette a koronát.

Átpártolása miatt a később visszatérő Szapolyai megfosztotta nyitrai váraitól és a püspöki javaktól, melyeket enyingi Török Bálint kapott meg, de Ferdinándtól kárpótlásul adományul kapta a szkalkai apátságot 1528. november 9-én.